# 供託法
供託法（きょうたくほう、明治32年2月8日法律第15号） は、供託の手続に関する日本の法律である。
1899年（明治32年）2月8日公布、同年4月1日施行。供託の手続きの細則は法務省令によって規定されている（供託規則）。

## 概要・用語
- 供託所・供託官（第1条 - 第1条の8）
  - 処分に対する審査請求（第1条の4）

供託官の処分を不当とする者は監督法務局又は地方法務局の長に審査請求が出来る。
- 供託書（第2条）
- 供託金（第3条 - 第4条）
- 指定倉庫営業者等について（第5条 - 第7条）
- 権利証明（第8条）
- 無効事由（第9条）
- 供託物引渡拒否事由（第10条）